# R. L. Burnside

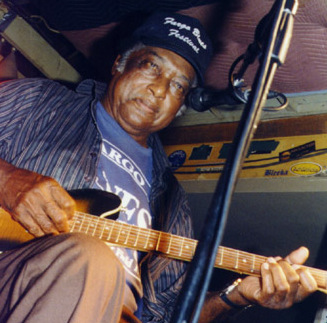
R. L. Burnside bei einem Auftritt 1998

R. L. Burnside (eigentlich Robert Lee Burnside, * 23. November 1926 bei Oxford, Mississippi, USA; † 1. September 2005 in Memphis, Tennessee) war ein US-amerikanischer Bluessänger, der durch seinen einfachen, rauen Blues  bekannt wurde.

## Leben
Burnside wurde 1926 wie der Bluesmusiker Fred McDowell im nördlichen Mississippi-Delta geboren. Bei McDowell lernte er Gitarre spielen, aber auch bei seinen Nachbarn Son Hibbler, Ranie Burnette, Willie Thomas und Jessie Vortis. Er wurde zudem von John Lee Hooker, Lightnin’ Hopkins und Muddy Waters stark beeinflusst. Burnside lebte in Chicago und Memphis, bevor er 1959 in seiner Heimat Mississippi ansässig wurde und eine kleine Bar eröffnete, in der er seinen Blues spielte. Nebenbei verkaufte er selbstgemachten Whiskey und war als Baumwollfarmer tätig.
Seine erste Schallplatte nahm Burnside 1966 im Alter von 40 Jahren auf, nachdem er den Folkloresammler George Mitchell kennengelernt hatte. 1979 fand seine erste Tournee statt, auch in Europa. 1991 wurde er Berufsmusiker und gab seine Tätigkeit als Farmer auf. In den 1990er Jahren war er auch zusammen mit den Beastie Boys und der Band The Jon Spencer Blues Explosion auf Tournee. Mit Jon Spencer nahm er 1996 das Album A Ass Pocket of Whiskey auf. 1991 war er in dem Dokumentarfilm Deep Blues von Robert Mugge zu sehen und zu hören. 2001 erhielt er den Living Blues Award als bester männlicher Blueskünstler. 2004 trat er zusammen mit den North Mississippi Allstars beim Bonnaroo-Festival auf. Das Konzert wurde auf CD veröffentlicht. Seine letzte Platte A Bothered Mind nahm er 2004 mit seinem langjährigen Label Fat Possum Records auf.
R. L. Burnside starb am 1. September 2005 im St. Francis Hospital in Memphis an den Folgen eines Herzinfarktes und einer Bypass-Operation aus dem Jahr 2004. Er hinterließ seine Frau Alice Mae, zwölf Kinder und zahlreiche Enkel.

## Diskografie
- 1993: Bad Luck City
- 1994: Too Bad Jim Living Blues Award 1995 Best Blues Album of 1994 (Traditional or Country Blues)
- 1994: Mississippi Delta Blues Vol. 2 – Blow My Blues Away
- 1996: A Ass Pocket of Whiskey
- 1997: Mr. Wizard
- 1997: Acoustic Stories
- 1997: Mississippi Blues
- 1997: Sound Machine Groove
- 1998: Rollin’ Tumblin’
- 1998: Come On In
- 1999: My Black Name A-Ringin’
- 2000: Wish I Was in Heaven Sitting Down
- 2000: Mississippi Hill Country Blues
- 2001: Raw Electric 1979–1980
- 2001: Giants of Country Blues Guitar – Volume 2
- 2001: Well Well Well
- 2001: Burnside on Burnside
- 2003: Going Down South
- 2003: No Monkeys on This Train
- 2003: First Recordings
- 2003: Burnside’s Darker Blues
- 2004: A Bothered Mind